# Pintor de Delos

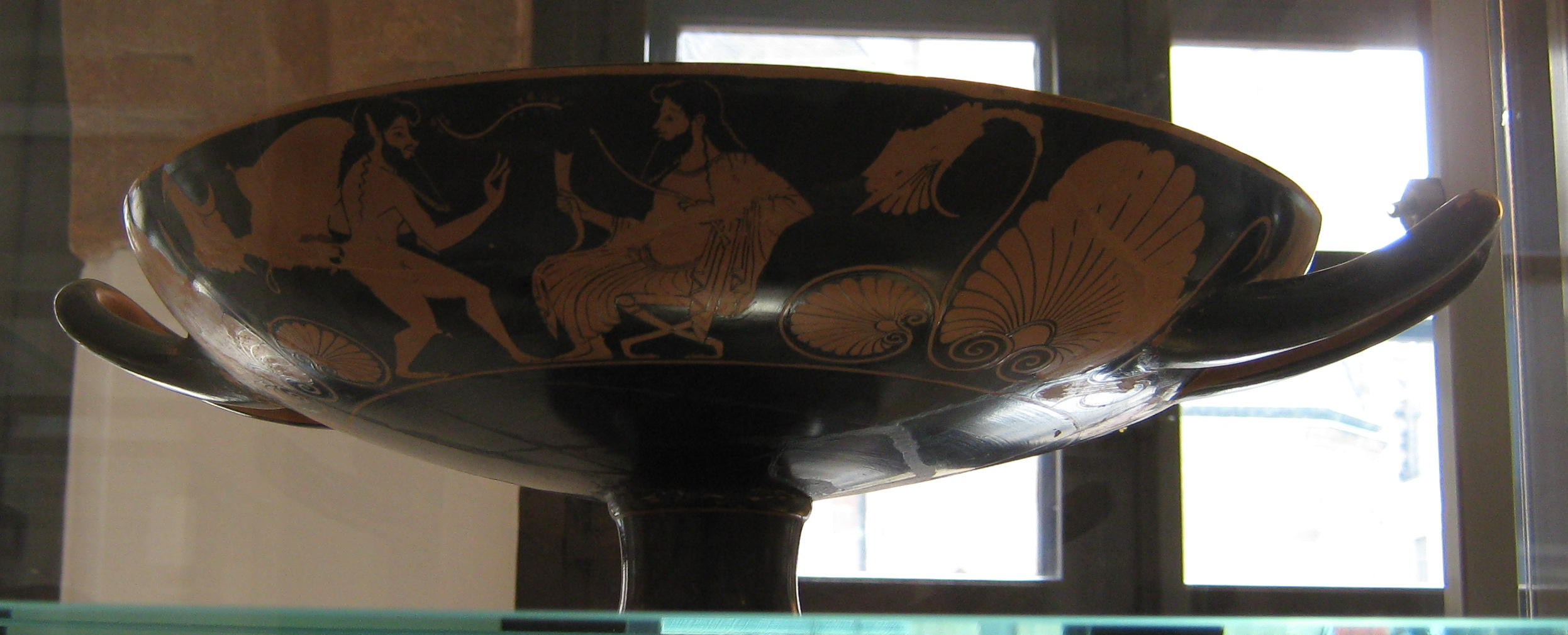
Sátiro y Dioniso en un kílix en el Museo de Antigüedades de la Universidad de Leipzig, c. 520 a. C.

El Pintor de Delos fue un pintor griego de vasos que trabajó en Atenas a finales del siglo VI a. C.
Fue uno de los primeros pintores de kílices de figuras rojas que estuvieron activos más o menos al mismo tiempo que el llamado Grupo pionero del estilo de figuras rojas. Al igual que los demás pintores de copas, el Pintor de Delos no probó las posibilidades de la nueva técnica con la misma profundidad que los representantes del Grupo pionero, debido a la superficie de trabajo comparativamente más pequeña de los copas -tanto la interior (tondo) como las dos superficies exteriores- pero sin embargo también contribuyeron al éxito del nuevo estilo. Pintó principalmente copas bilingües, con el tondo generalmente decorado en negro y los lados exteriores en rojo, así como copas de figuras puramente rojas de tipo C. Es uno de los mejores pintores de segunda categoría y su método de trabajo lineal recuerda a los maestros Olto y Fidipo. Su tondo de figuras negras está particularmente bien hecho. Su nombre no ha sido transmitido, por lo que John Beazley lo distinguió con un nombre convenido. Lo recibió de su vaso epónimo, un kílix en la colección del Museo Arqueológico de Delos. Beazley también consideró que las obras del Pintor de Delos podrían ser las primeras obras del Pintor de Evérgides.